# 沃爾納特格羅夫鎮區 (內布拉斯加州諾克斯縣)
沃爾納特格羅夫鎮區（英語：Walnut Grove Township）是位於美國內布拉斯加州諾克斯縣的一個行政鎮區。

## 地方資料
沃爾納特格羅夫鎮區的面積為138.23平方千米，當中陸地面積為138.11平方千米，而水域面積為0.12平方千米。根據2020年美國人口普查的數據，當地共有人口80人，而人口密度為每平方千米0.58人。